# Luna Jacal
Le Luna Jacal est un jacal du comté de Brewster, dans le sud du Texas, aux États-Unis. Située au sein du parc national de Big Bend, cette habitation rustique est inscrite au Registre national des lieux historiques depuis le 8 novembre 1974.